# Yantaromyrmex
Yantaromyrmex là một chi kiến tuyệt chủng trong phân họ Dolichoderinae được biết đến từ Trung Eocen với các hóa thạch Oligocen sớm tìm thấy ở châu Âu. Các chi hiện có năm loài được mô tả, Y. constrictus, Y. geinitzi, Y. intermedius, Y. mayrianum và Y. samlandicus.
Các cá thể các loài Yantaromyrmex đã được tìm thấy dạng thể vùi trong bốn trầm tích hổ phách khác nhau Trung Eocen đến Oligocen sớm ở châu Âu. Hổ phách Baltic có niên đại khoảng 46 triệu năm tuổi, đã được trầm tích trong giai đoạn Lutetia g
của Trung Eocen.